# Kolej aglomeracyjna
Kolej aglomeracyjna (również kolej podmiejska) – kolej obsługująca przewozy pasażerskie w obszarze aglomeracji miejskich.
Systemy tego typu odznaczają się:
- wysoką częstotliwością obsługi linii,
- dużą liczbą miejsc zatrzymywania,
- stosowaniem cyklicznego rozkładu jazdy,
- nierównomiernym rozkładem potoku podróżnych w ciągu dnia i malejącą wielkością potoku podróżnych wraz z oddalaniem się od centrum aglomeracji,
- dysponuje ułatwiającym szybką wymianę pasażerów taborem[1].

W przewozach tego typu używa się wagonów ciągniętych/pchanych przez lokomotywy lub częściej zespołów trakcyjnych, a na liniach niezelektryfikowanych zazwyczaj autobusów szynowych.
Najczęściej stosuje się bilety wieloprzejazdowe lub uproszczoną taryfę opłat.
Pociągi aglomeracyjne konkurują przede wszystkim z transportem samochodowym, nie wymagają rezerwacji miejsc, wymagają dofinansowania i są świadczone na podstawie umów o świadczenie usług publicznych.
Wzorem dla tworzenia sieci kolei aglomeracyjnych stały się systemy kolei podmiejskich S-Bahn w Berlinie, a także RER w Paryżu.
Przykładem systemów obsługujących ruch aglomeracyjny w Polsce są systemy szybkiej kolei miejskiej w aglomeracji trójmiejskiej, warszawskiej, śląskiej i krakowskiej, innym przykładem są bardzo rozbudowane systemy S-Bahn w Niemczech.